# Cupressus
Cupressus L., 1753 è un genere di piante della famiglia Cupressaceae  (cipressi in senso ampio) comprendente alberi anche di notevoli dimensioni, alti fino a 50 metri, con chioma generalmente affusolata, piramidale, molto ramificata e rametti cilindrici con numerosissime foglie.

## Descrizione
I cipressi sono alberi sempreverdi con foglie ridotte a squame, strettamente addossate le une alle altre o divaricate all'apice, secondo le specie. In alcune specie, le foglie schiacciate rilasciano un caratteristico odore. Il colore delle foglie è molto scuro nel cipresso diffuso in Italia (Cupressus sempervirens), ma in altre specie è più chiaro (Cupressus macrocarpa) e persino verdazzurro (Cupressus arizonica).
I coni megasporangiati, detti galbuli, sono legnosi, tondeggianti, divisi in un certo numero di squame che si separano a maturità.

## Distribuzione
Il genere è diffuso in tutte le regioni a clima caldo o temperato-caldo, anche arido, dell'emisfero settentrionale: America settentrionale e centrale, Europa meridionale, Africa settentrionale, Asia dal Vicino Oriente fino alla Cina e al Vietnam. Più di metà delle specie sono originarie del ristretto triangolo formato da California, Arizona e Messico. Esistono cipressi anche nel cuore del deserto del Sahara.
Alcune specie di cipressi hanno avuto successo a scopo ornamentale e sono state piantate nelle regioni a clima caldo o temperato di quasi tutto il mondo. Tra questi troviamo il cipresso toscano (C. sempervirens), il cipresso dell'Arizona (C. arizonica), e le amate cultivar Goldcrest e willma del cipresso di Monterey (C. macrocarpa), specie endemica di una piccolissima parte della California, la baia di Monterey, e classificata "in pericolo di estinzione" nel suo areale (sebbene sia ampiamente diffusa a scopo ornamentale).

## Usi

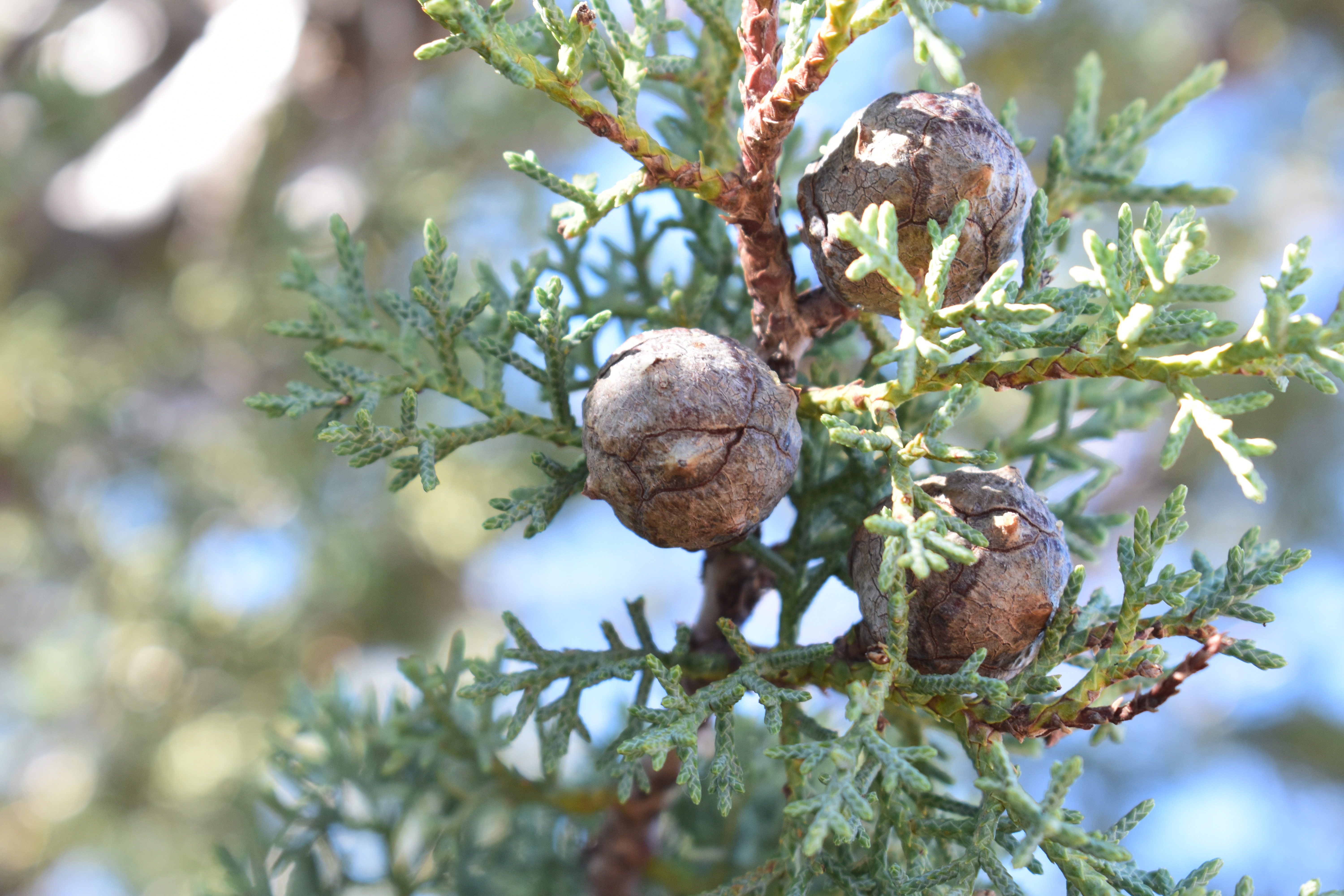
Foglie e strobili di Cupressus arizonica

È l'albero tipico dei cimiteri perché le sue radici, scendendo a fuso nella terra in profondità invece che svilupparsi in orizzontale (come per le querce e gli altri alberi a chioma larga), non danno luogo a interferenze con le sepolture circostanti. In area mediterranea, da sempre, il cipresso è una pianta usata per formare barriere vegetali frangivento.

## Avversità
- Insetti:
  - Coleotteri
    - Ilobio: gli adulti di Hylobius abietis erodono la corteccia, provocando lesioni da cui fuoriesce la resina.
    - Ilotrupe: le larve di Hylotrupes bajulus vivono più di due anni scavando gallerie sottocorticali, in tutto il cilindro legnoso.

  - Lepidotteri
    - Rodilegno bianco: le larve di Zeuzera pyrina provocano seri danni scavando gallerie nei rami e nei tronchi sottili.
- Funghi:
  - Cancro da Corineo: l'attacco di Coryneum cardinale provoca sulle branche e i giovani rametti, ulcerazioni da cui fuoriesce abbondante la resina e successivamente un cancro che interessa tutta la circonferenza della parte colpita, causando il disseccamento della parte superiore.
  - Ruggine: il tronco, le branche e i rametti attaccati da Gymnosporangium cupressi presentano dei rigonfiamenti affusolati.

## Tassonomia

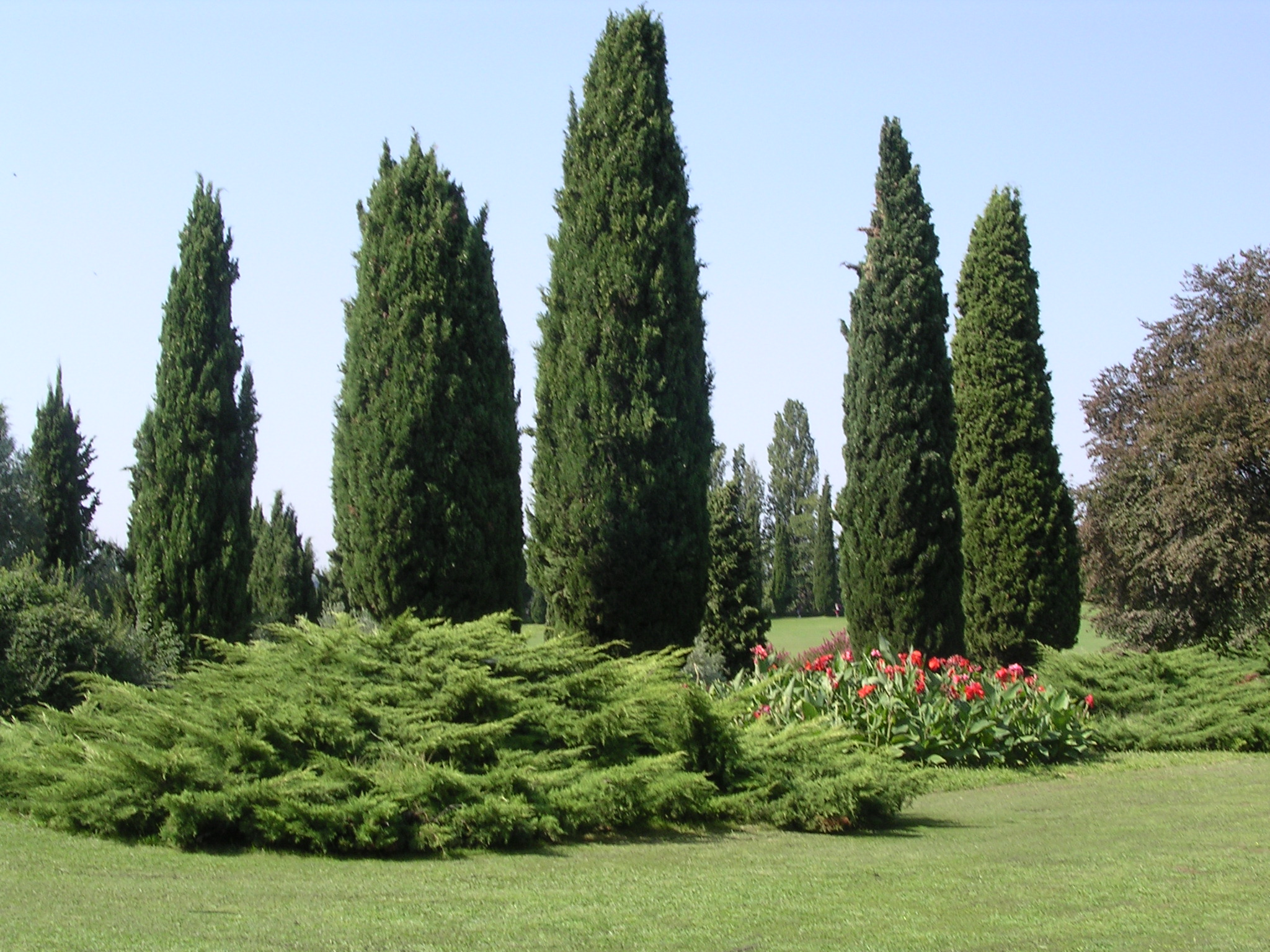
Cipressi all'interno di un parco

Il genere Cupressus comprende una ventina di specie (il numero varia a seconda degli autori).
Specie del Vecchio mondo
- Cupressus atlantica, il cipresso del Marocco
- Cupressus cashmeriana, il cipresso del Bhutan
- Cupressus chengiana
- Cupressus duclouxiana, il cipresso dello Yunnan
- Cupressus dupreziana, il cipresso del Sahara
- Cupressus funebris
- Cupressus gigantea, il cipresso del Tibet
- Cupressus sempervirens, il cipresso mediterraneo, frequente in Italia allo stato coltivato e sub-spontaneo
- Cupressus torulosa, il cipresso dell'Himalaya

Specie del Nuovo mondo
- Cupressus abramsiana
- Cupressus arizonica, il cipresso dell'Arizona
- Cupressus bakeri
- Cupressus goveniana, originario della California
- Cupressus guadalupensis (tra cui la var. forbesii)
- Cupressus lusitanica, il cipresso messicano
- Cupressus macnabiana
- Cupressus macrocarpa, il cipresso di Monterey, originario della California e molto utilizzato come pianta ornamentale anche con la sua varietà Goldcrest
- Cupressus sargentii

Ibridi e Cultivar
- × Cupressocyparis leylandii, ibrido intergenerico fra Cupressus e Chamaecyparis utilizzato come pianta ornamentale

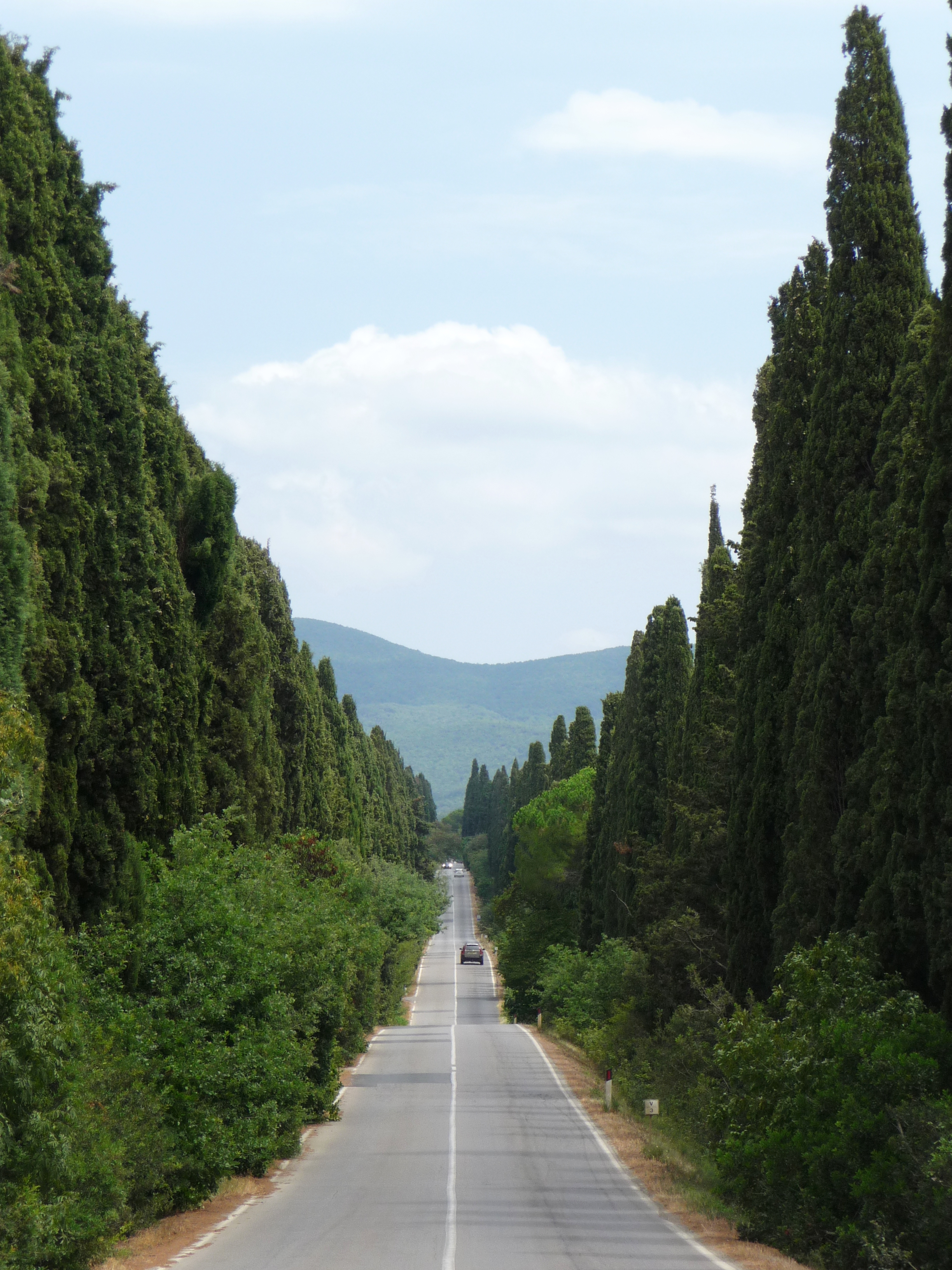
Il Viale dei Cipressi tra Bolgheri e l'oratorio di San Guido in Maremma

## Aspetti culturali
Associato al culto dei morti fin dall'antichità, il cipresso è simbolo di vita eterna in alcune civiltà orientali, specialmente in Persia, nell'area della religione di Zoroastro (620 a.C.).
Per i Greci – muovendo dal mito di Ciparisso, un giovane che per errore uccise il suo cervo molto amato e che, per liberarlo dal dolore, Apollo, movendosi a pietà, trasformò in un cipresso – l'albero era legato al lutto (cioè al dolore che si prova a causa della morte di qualcuno particolarmente amato). I Romani e gli Etruschi riprenderanno l'eredità greca del cipresso come albero sacro, legato al lutto e al funerale, oltre che a motivi ornamentali.
In ambito cristiano, il cipresso – insieme alla palma, al cedro e all'ulivo – è ritenuto uno dei quattro legni con cui furono costruite la croci .

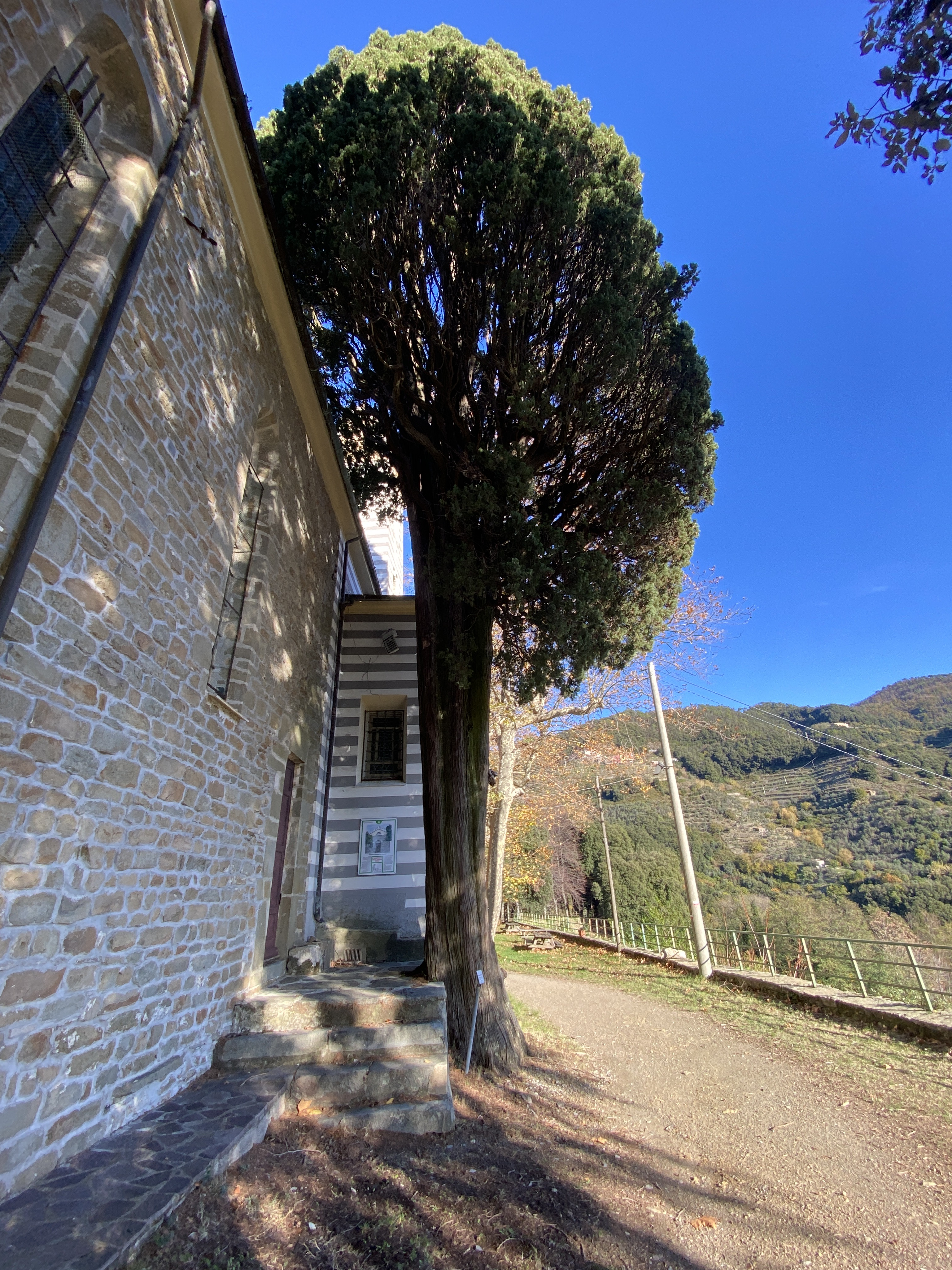
Cipresso monumentale presso il Santuario di Nostra Signora di Reggio a Vernazza (Parco Nazionale delle Cinque Terre)

Tra i cipressi di particolare rilevanza, in qualche caso anche individuale, nell'ambito del paesaggio italiano, si ricordano il cosiddetto Cipresso di Michelangelo, conservato forse fin dalla costruzione della Certosa delle Terme nel chiostro dell'edificio, situato di fronte alla Stazione Termini in Roma (oggi inglobato nel Museo Nazionale Romano); il "Cipresso di San Francesco" a Verucchio (RN), monumento vegetale di oltre 800 anni situato nel chiostro di un monastero francescano; la cipresseta di Fonte greca nel Parco Regionale del Matese (CE).
Anche il viale dei Cipressi immortalato dal poeta Giosuè Carducci nell'opera Davanti San Guido, che, con uno sviluppo rettilineo di quasi 5 chilometri collega Bolgheri all'oratorio di San Guido, è soggetto a tutela nell'ambito del patrimonio storico nazionale.